# Ælfgifu von Shaftesbury
Ælfgifu von Shaftesbury (auch: Elgiva, heiliggesprochen als St. Ælfgifu, † ca. 944) war die erste Ehefrau des englischen Königs Edmund I. Ælfgifu war die Mutter von zwei späteren englischen Königen, Eadwig und Edgar. Außerdem war sie vermutlich als Wohltäterin für das königliche Kloster in Shaftesbury (Dorset) schon zu Lebzeiten bekannt. Sie wurde dort begraben und recht rasch nach ihrem Tod als Heilige verehrt. Ihr Feiertag ist der 18. Mai.

## Leben
Über Ælfgifus Familie ist wenig bekannt: Aus einer Schenkungsurkunde von Edgar, Ælfgifus Sohn und späterem König von England, geht hervor, dass seine Großmutter und damit Ælfgifus Mutter Wynflæd hieß. Es gibt in der heutigen historischen Forschung eine Diskussion darüber, ob Ælfgifus Mutter Wynflaed mit einer angelsächsischen Adeligen gleichen Namens identisch ist, deren Testament überliefert ist. Viele Historiker halten dies jedoch für unwahrscheinlich.
Ein Datum für die Hochzeit zwischen Ælfgifu und dem englischen König Edmund I. ist nicht bekannt. Da Edmunds und Ælfgifus erster Sohn Eadwig bei seiner Thronbesteigung 955 kaum volljährig war, lässt das auf eine Heirat vor oder um 940 schließen. Ælfgifu starb ca. 944, vor ihrem Ehemann Edmund, eventuell im Kindbett nach der Geburt ihres zweiten Sohnes Edgar.
In einigen Quellen wird Ælfgifu als Äbtissin des Klosters in Shaftesbury bezeichnet. Dies würde voraussetzen, dass sich Ælfgifu ähnlich wie andere Königinnen am Ende ihres Lebens ins Kloster zurückgezogen hat. Angesichts der sehr kurzen Ehe mit Edmund und den Geburtsdaten ihrer Söhne Eadwig und Edgar ist dies jedoch nicht sehr wahrscheinlich. Vermutlich war Ælfgifu keine Nonne in Shaftesbury, sondern eine Wohltäterin für das Kloster.

## Heilige
Ælfgifu wurde vermutlich kurze Zeit nach ihrem Tod als Heilige verehrt. Der englische Geschichtsschreiber Wilhelm von Malmesbury lobt unter anderem ihre Wohltätigkeit und schreibt, dass bei ihrem Grab viele Wunder geschehen sollen. In der Version D der Angelsächsischen Chronik aus der Mitte des 11. Jahrhunderts wird Ælfgifu bereits als Heilige  erwähnt. Auch in verschiedenen Heiligenlisten vor 1066 findet sich ihr Name. Ihre Erwähnung in frühen Quellen wie bei Æthelweard deuten darauf hin, dass ihr Heiligenkult um 970 bereits gut etabliert war.
Ælfgifu wird in der römisch-katholischen und in der orthodoxen Kirche als Heilige verehrt. Ihr Feiertag ist der 18. Mai.